# 格洛克刺刀
格洛克刺刀（英語：GLOCK Field Knife）是由格洛克生產的戰場多用途刀和刺刀。

## 歷史
格洛克刺刀最早是應奧地利獵人突擊隊的要求而研發。

## 設計
格洛克刺刀有以下特色：
- 夾點硬度HRC 55
- 劍格可以伸展，並用作開瓶器
- 刀片是由彈簧鋼、高碳鋼製製成[1]
- 塑料手柄的橫截面為圓形，具有防滑的表面

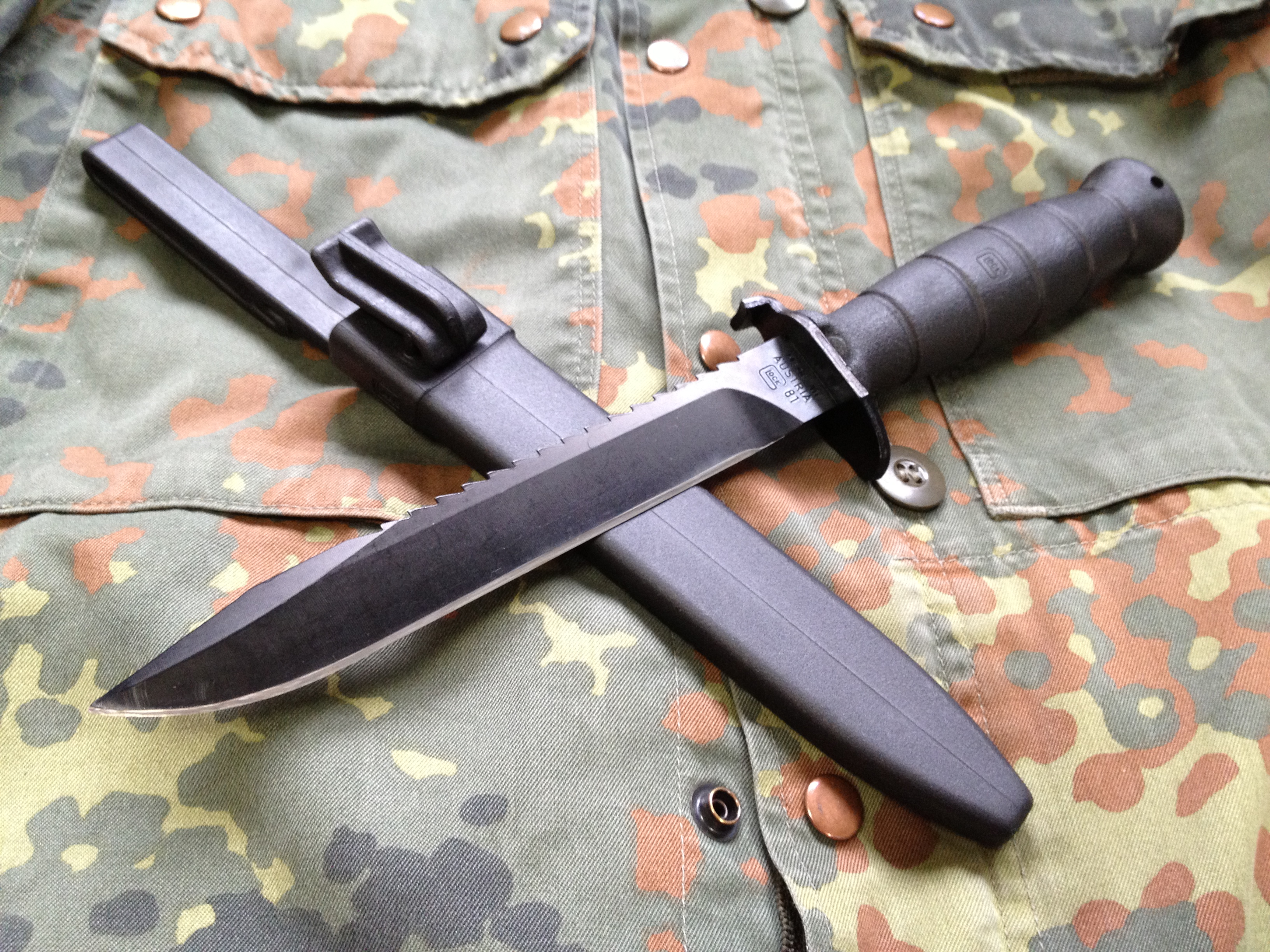
FM 81生存刀，可見其刀背鋸齒及刀鞘

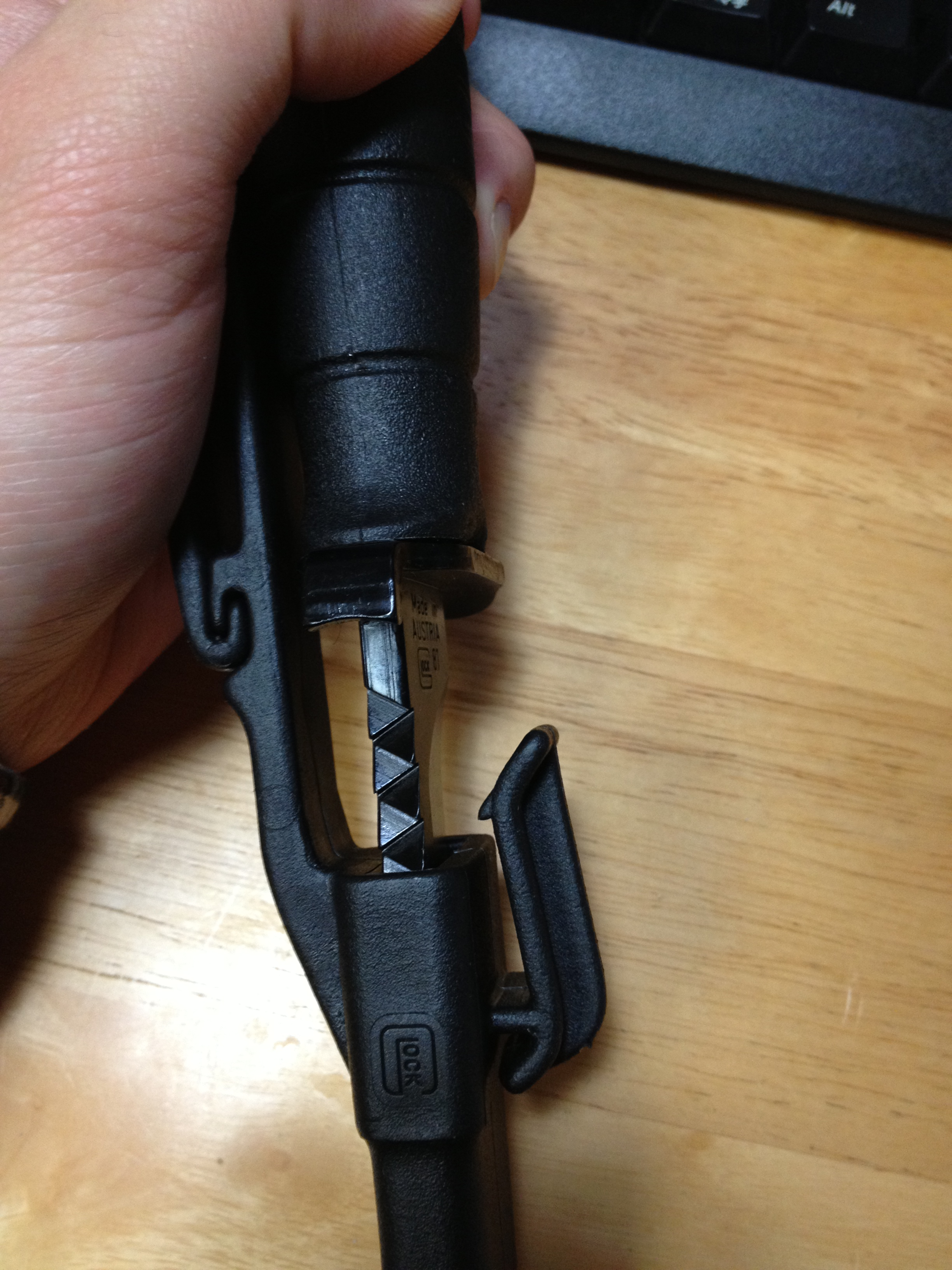
FM 81生存刀的刀背鋸齒

除了可用作斯泰爾AUG突擊步槍的刺刀，格洛克刺刀也可以用作戰鬥刀，或者充當開瓶器等求生工具，亦可當作匕首投擲。

## 衍生型
格洛克刺刀的型號如下

### Feldmesser 78
- 簡稱FM 78
- 為典型的野戰刀
- 全長11寸，206克（7.3盎司）
- 配備6.5mm寸長，0.2mm寸厚的刀片

### Feldmesser 81
- 和FM 78基本上一樣
- 新增刀背鋸齒
- 重202克（7.1盎司）[5][6]

### 40周年版本
在2018年，格洛克公司爲了慶祝40周年而推出的紀念版本；限量生產780把，並隨包裝附上證書。

### GSSF 25周年版本
在2016年，格洛克公司爲了慶祝GSSF的25周年而推出的紀念版本。

## 使用國
- 奥地利
  - FM 78
  - 奧地利聯邦軍
    - 命名為FM 78或FMsr 78[8]
- 丹麦
  - FM 78
  - 丹麥國防軍
    - 命名為Feltkniv M/96
- 德国
  - FM 78
    - 德國聯邦警察第九國境守備隊
- 印度
  - FM 78
    - 國家安全衛隊（英語： National Security Guard，簡稱：NSG）
    - 特別保護組（英語：
- 盧森堡
- 马来西亚
  - FM 81
    - 馬來西亞皇家警察特別行動指揮部
- 波蘭
  - FM 78、FM 81[9]
    - 國家憲兵
- 中華民國
  - FM 78、FM 81
    - 中華民國國軍
- - FM 78
    - 第707特殊任務營
- 美国
  - 海豹部隊
    - 士兵自行購置

## 資料來源
1. 1 2  . glock.com. 2021-06-09  [2021-06-09]. （原始内容存档于2021-01-28） （美国英语）.
2. ↑  . worldbayonets.com.   [2025-05-13]. （原始内容存档于2025-06-16） （美国英语）.
3. ↑  . web.archive.org. 2019-04-13  [2025-05-13]. （原始内容存档于2019-04-13）.
4. ↑  Thiel, Christian. . www.knifethrowing.info.   [2025-05-13]. （原始内容存档于2019-03-22） （英语）.
5. ↑  . eu.glock.com.   [2019-09-29]. （原始内容存档于2021-01-28）.
6. ↑  Christian Thiel. .   [24 August 2015]. （原始内容存档于2015-12-05）.
7. ↑  B, Eric. . thefirearmblog.com. 2018-09-17  [2025-06-04]. （原始内容存档于2025-01-22） （英语）.
8. ↑  . www.doppeladler.com.   [2020-12-01]. （原始内容存档于2015-09-23）.
9. ↑  Paweł Supernat: Nóż w służbach mundurowych, in: Broń i amunicja 01/2010